# یووه کاگلمن
یووه کاگلمن (انگلیسی: Uwe Kagelmann؛ زادهٔ ۶ سپتامبر ۱۹۵۰) اسکیت‌باز نمایشی اهل آلمان است.